# Stéphane Gizard
Stéphane Gizard, né le 17 mars 1977 à Paris, est un photographe français.

## Biographie
Stéphane Gizard nait à Paris et travaille comme photographe pour différents magazines avant de collaborer avec les agences de presse Sygma et Sipa.
En 2006, son projet « Dress code » le fait connaitre. Ce projet consiste à photographier en studio des adolescents dans leur propre style après des casting de rue.
Il photographie des adolescents, en dénonçant les dérives d’une époque éteinte qui hésite à représenter le désir.
En octobre 2013, il publie une monographie de 256 photos intitulée Modern Lovers.
En 2015, Il expose à la MEP son nouveau travail « LIKE ME », une première partie de l'exposition se concentre sur l'identité masquée. Un deuxième volet présente une série de portraits en diptyque, mettant face à face des selfies et des photographies de la même personne réalisées par Stéphane Gizard.
En 2017, il publie son deuxième livre : New faces. En 2020, il sort son troisième opus We removed your post because it doesn't follow our community guidelines.
En septembre 2020, il publie son livre Paris Silence, un ouvrage comprenant plusieurs centaines de photos d'un Paris déserté, prises entre le 25 mars et le 10 mai 2020 lors du premier confinement,.
Son 5 ème opus sort fin 2022 Irréversible. Un recueil de photographies inédites (1999/2022)

## Affaire
En mai 2021, Mediapart publie plusieurs témoignages anonymes de modèles amateurs masculins, qui dénoncent « des gestes et des propos à connotation sexuelle [du photographe], non désirés et dans un cadre professionnel, sur une période allant de 2012 à 2020 »; celui-ci dément catégoriquement.

## Expositions
« Dress code »
- 2007 : Maison de Solenn, Paris
- 2008 : Bakou, Azerbaïdjan ; Citadium, Paris ; Kiev, Ukraine
- 2009 : Salon Art Shopping, Carrousel du Louvre Paris
- 2010 : Le point éphémère Paris ; Cutlog Contemporary Art Fair ; Bourse du commerce, Paris
- 2011 : Art Protects Galerie Yvon Lambert, Paris ; Almaty, Kazakhstan

« Addictions »
- 2010 : Galerie G Paris

« Pulse »
- 2012 : Salon d’automne, Paris
- 2012 : Art Fair Abu Dhabi
- 2013 : L'Escale[8], Levallois-Perret

« Modern Lovers »
- 2013 : Bizarre Gallery, New-York
- 2014 : Bruxelles
- 2014 : Fotofever Paris, Carrousel du Louvre

« LIKE ME »
- 2015 : Maison Européenne de la Photographie, Paris
- 2016 : Exposition collective « En quête d’identité », Abbaye de Jumièges
- 2017 : L'Escale, Levallois-Perret[9]

« New faces »
- 2017 : Galerie Sophie Leiser, Paris

« Boys! Boys! Boys! »
- 2019 : Ravestijn Gallery[11], Amsterdam

## Publications
- 2013 : Modern Lovers
- 2015 : Like Me
- 2020 : We removed your post because it doesn't follow our community guidelines[12]
- 2020 : Paris silence[5],[13]
- 2022 : Irréversible

## Filmographie
En tant que producteur et directeur artistique
- En 2014, il travaille en tant que producteur et directeur artistique sur le long métrage d'Étienne Faure "Bizarre", sélectionné au festival international du film de Berlin en 2015.
- En 2020, il travaille en tant que producteur et directeur artistique sur le long-métrage "Un monde ailleurs" d'Étienne Faure.